# Directoire civique

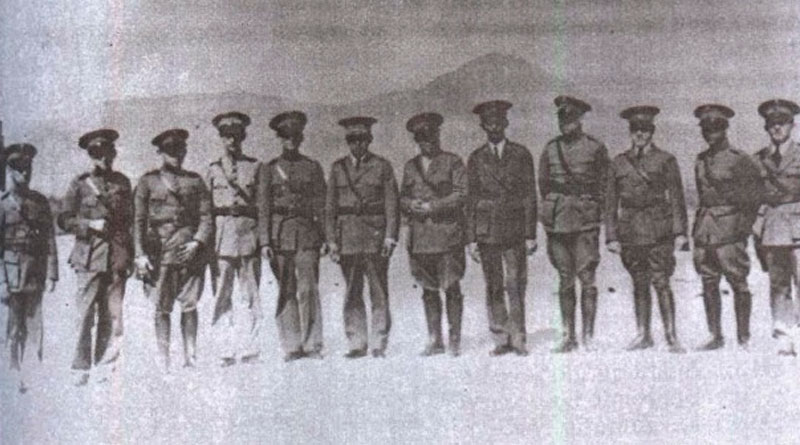
Le Directoire Civique du Salvador en décembre 1931 à la suite du coup d'état.

Le Directoire Civique (Directorio Cívico) est une junte ayant régné sur Salvador du 2 au 4 décembre 1931. Entièrement composé d'officiers militaires, le Directoire civique débute l'ère des dictatures militaires au Salvador de 1931 à 1979.

## Histoire
Du 11 au 13 janvier 1931, le Salvador connaît la première élection démocratique libre et libre de son histoire. L'élection est remportée par Arturo Araujo du Parti travailliste. Son colistier était Maximiliano Hernández Martínez du Parti national républicain.
Pendant la présidence d'Araujo, le Salvador fait face à des troubles politiques et sociaux. Durant sa présidence, il ne paye pas l'armée qui décide de mener un coup d'état le 2 décembre 1931. Les colonels Joaquín Valdés et Osmín Aguirre y Salinas sont coprésidents du Directoire civique et plusieurs autres officiers militaires feront également partie du Directoire.
Le Directoire Civique met fin à son gouvernement lorsque la Présidence de la République est transférée au Vice-Président Maximiliano Hernández Martínez. Martínez procédera ensuite au massacre des paysans salvadoriens de 1932 un peu plus de deux mois après son entrée en fonction, et consolida plus tard son contrôle lors de l'élection présidentielle de 1935. Les États-Unis reconnaissent à contrecœur son gouvernement en 1932 malgré le traité de paix et d'amitié d'Amérique centrale de 1923,,.